# Keyeno Thomas
Keyeno Thomas (ur. 29 grudnia 1977) – trynidadzko-tobagijski piłkarz występujący na pozycji obrońcy.

## Kariera klubowa
Thomas karierę rozpoczynał w 1997 roku w zespole Joe Public FC. W 1998 roku wywalczył z nim mistrzostwo Trynidadu i Tobago, a także wygrał rozgrywki CFU Club Championship. W 2000 roku przeszedł do amerykańskiego klubu Colorado Rapids z MLS. W jego barwach rozegrał 12 spotkań. Jeszcze w trakcie sezonu 2000 wrócił do Joe Public i zdobył z nim CFU Club Championship. W 2001 roku triumfował z zespołem w rozgrywkach Pucharu Trynidadu i Tobago.
W 2004 roku Thomas odszedł do San Juan Jabloteh. W 2005 roku zdobył z nim Puchar Trynidadu i Tobago. W 2007 roku ponownie został graczem klubu Joe Public FC. W tym samym roku, a także dwa lata później wygrał z nim puchar kraju. W 2009 roku wraz z zespołem wywalczył także mistrzostwo kraju. W 2010 roku przeniósł się do zespołu Ma Pau SC. W 2011 roku zakończył karierę.

## Kariera reprezentacyjna
W reprezentacji Trynidadu i Tobago Thomas zadebiutował w 1998 roku. W 2007 roku został powołany do kadry na Złoty Puchar CONCACAF. Zagrał na nim w meczach z Salwadorem (1:2), Stanami Zjednoczonymi (0:2) i Gwatemalą (1:1), a Trynidad i Tobago zakończył turniej na fazie grupowej.
W latach 1998–2009 w drużynie narodowej rozegrał łącznie 72 spotkania i zdobył 2 bramki.